# Siri Nordby
Siri Kristine Nordby (* 4. August 1978 in Bærum) ist eine ehemalige norwegische Fußballspielerin.

## Karriere

### Verein
Im Seniorinnenbereich spielte Nordby ausschließlich für den Røa IL, ab der Spielzeit 2001 in der Toppserien, der höchsten Spielklasse im norwegischen Frauenfußball. Im Zeitraum von 13 Jahren bestritt sie 235 Punktspiele, in denen sie 56 Tore erzielte. Sie gewann je fünfmal die Meisterschaft und den nationalen Vereinspokal; dreimal gelang das Double. Aufgrund der Erfolge spielte sie auch auf internationaler Vereinsebene; sie nahm viermal am Wettbewerb der UEFA Women’s Champions League teil und bestritt insgesamt 17 Spiele. Am weitesten kam sie mit ihrer Mannschaft in der Saison 2009/10; im Viertelfinale schied sie mit ihrer Mannschaft nach zwei 0:5-Niederlagen gegen den späteren Titelträger 1. FFC Turbine Potsdam aus dem Wettbewerb aus.

### Nationalmannschaft
Für die A-Nationalmannschaft bestritt sie im Zeitraum von fünf Jahren 42 Länderspiele – und kam nach drei Jahren noch einmal zu ihrem 43. und letzten A-Länderspiel. Ihr Debüt als Nationalspielerin gab sie am 21. Juli 2004 beim 1:0-Sieg im Freundschaftsspiel gegen die Nationalmannschaft Deutschlands in Hoffenheim. Auch ihre nächsten beiden Einsätze verliefen siegreich; am 24. Juli wurde die Nationalmannschaft Schwedens in Uddevalla mit 4:0 besiegt und am 4. September unterlag die Nationalmannschaft Italiens mit 1:3 in Bergen. Im darauf folgenden Spieljahr bestritt sie sieben A-Länderspiele, das erste am 19. Februar im Freundschaftsspiel gegen die Nationalmannschaft Frankreichs wurde in La Manga del Mar Menor mit 1:3 verloren. Sie gehörte der Mannschaft an die am Turnier um den Algarve-Cup 2005 teilnahm, in dem sie das zweite Spiel der Gruppe A (0:4 vs. Deutschland; am 11. März) und das Spiel um Platz 5 (3:1 vs. Dänemark) bestritt. Nach einem weiteren Freundschaftsspiel, das am 6. Mai 2005 in Barnsley mit 0:1 gegen die Nationalmannschaft Englands verloren wurde, gehörte sie zur Mannschaft die an der Europameisterschaft in England teilnahm. Ihr einziges Turnierspiel endete im zweiten Spiel der Gruppe B am 8. Juni 2005 in Warrington 1:1 unentschieden gegen die Nationalmannschaft Frankreichs. Nach dem Turnier kam sie in den ersten beiden Spielen der WM-Qualifikationsgruppe 1 zum Einsatz. Im Vier-Nationen-Turnier 2006 kam sie im ersten und dritten Spiel am 18. und 22. Januar (1:3 vs. Vereinigte Staaten und 1:1 vs. Frankreich) zum Einsatz. Die nachfolgenden vier Spiele im Spieljahr 2006 bestritt sie am 13. März in Faro im dritten Spiel der Gruppe A im Turnier um den Algarve-Cup bei der 0:1-Niederlage gegen die Nationalmannschaft Deutschlands, am 2. August in Lyngdal beim 2:1-Sieg gegen die Nationalmannschaft Dänemarks und im fünften und achten Spiel der WM-Qualifikationsgruppe 1 (3:0 vs. Serbien und Montenegro; 10. Mai und 2:1 vs. Italien; 23. September). Vom 9. Februar bis zum 27. Oktober bestritt sie mit 15 Länderspielen die meisten in einem Spieljahr, darunter die zwei WM-Spiele der Gruppe C und das mit 0:3 gegen die Nationalmannschaft Deutschlands verlorene Halbfinale als Einwechselspielerin. Im Spieljahr 2008 kam sie vom 14. Februar bis zum 15. August in zwölf weiteren Länderspielen zum Einsatz, vier davon im olympischen Fußballturnier mit dem ersten und zweiten Spiel der Gruppe G und dem Viertelfinale (1:2 vs. Brasilien). Ihr letztes Spiel als Nationalspielerin des NFF bestritt sie am 19. Mai 2011 im Nadderud-Stadion beim 5:1-Sieg im Freundschaftsspiel gegen die Nationalmannschaft Finnlands.
Ihre einzigen beiden Länderspieltore gelangen ihr am 3. Mai und am 15. August 2008 beim 7:0-Sieg über die Nationalmannschaft Israels im fünften Spiel der EM-Qualifikationsgruppe 6 mit dem Treffer zum 6:0 in der 75. Minute und bei der 1:2-Niederlage gegen die Nationalmannschaft Brasiliens im olympischen Viertelfinale mit dem Treffer zum Endstand in der 83. Minute.

## Erfolge
Nationalmannschaft
- Vierter Weltmeisterschaft 2007
- Finalistin Europameisterschaft 2005

Verein
- Norwegische Meisterin: 2004, 2007, 2008, 2009, 2011
- Norwegische Pokalsiegerin: 2004, 2006, 2008, 2009, 2010